# Litoria castanea
Litoria castanea és una espècie de granota arborícola que viu a la Nova Gal·les del Sud (Austràlia). Està amenaçada d'extinció per la pèrdua del seu hàbitat natural. Viu a pastures temperades, rius, rieres, pantans, llacs d'aigua dolça i estanys. Hiberna en troncs buides i a les cavitats a l'entorn d'arbres desarrelats. Arriben a la maduresa sexual als tres anys i viuen uns sis anys.